# Société archéologique et historique de Vervins et de la Thiérache
La Société archéologique et historique de Vervins et de la Thiérache est une société savante de l'arrondissement de Vervins, située dans l'Aisne, et dont le siège se trouve à Vervins.

## Histoire
Elle a été fondée le 1er décembre 1872 sous le nom de Société archéologique de Vervins. Elle est créée par des érudits intéressés par l’histoire locale. En 1877, elle atteint le nombre de 116 sociétaires. À partir de ce moment, le nombre d’adhérents va diminuer et la société est mise en sommeil en 1908.
Grâce à Pierre Noailles, une grande campagne est lancée pour atteindre 189 membres en 1937. L’activité de la société est reprise mais la guerre va interrompre son dynamisme. Après la guerre, la société reprend son effervescence avec à sa tête, la femme de Pierre Noailles car celui-ci est mort pendant la guerre. En 1948, la société prit son nom actuel. En 1973, elle a fêté son centenaire. Aujourd’hui, elle est membre de la fédération des sociétés d'histoire et d'archéologie de l'Aisne.

## Musée de la Thiérache - Centre de documentation de Vervins
Le musée de la Thiérache à Vervins expose les collections de la Société dans plusieurs salles consacrées à :
- l'archéologie;
- la paléontologie ainsi qu’à
- l'histoire de Vervins et de la Thiérache.

Les membres de la Société tiennent un centre de documentation et proposent des visites guidées des églises fortifiées.

## Publication (depuis 1872)

### Publications

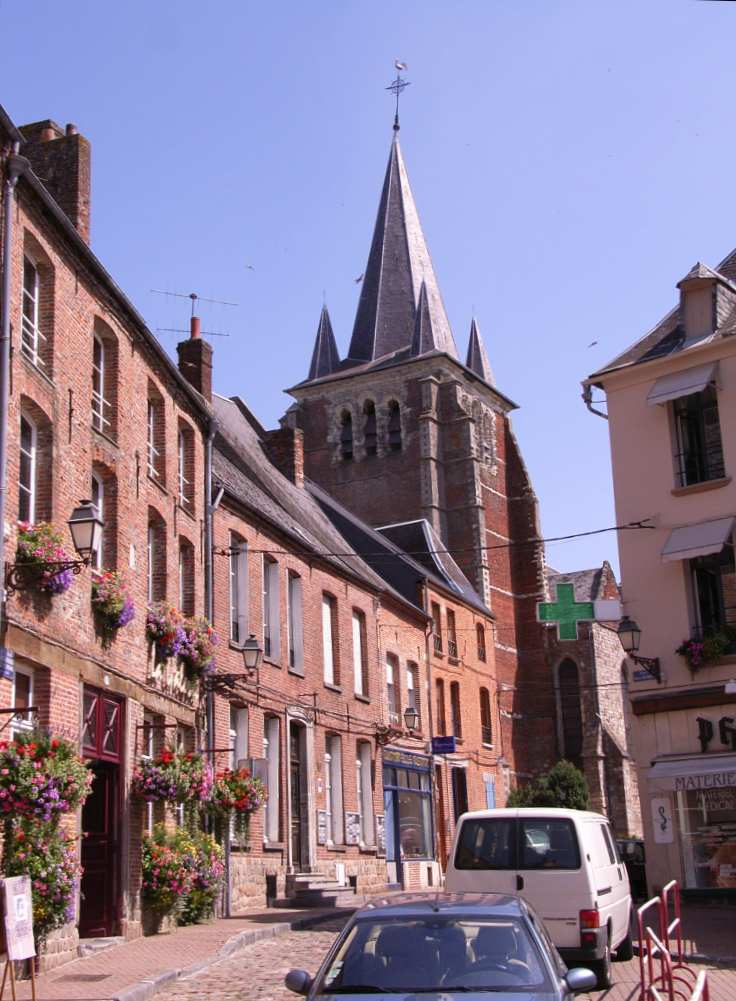
Musée de Vervins

- Analyse du cartulaire de l'abbaye de Foigny par Édouard de Barthélemy, imprimerie du "Journal de Vervins", 1879.
- Cartulaire de l'abbaye de Saint-Michel en Thiérache par M. Amédée Piette, imprimerie du "Journal de Vervins", 1883.
- Guide des églises fortifiées par Jean-Paul Meuret, 1988.
- Des provinciaux en révolution. Le district de Vervins par Claudine Vidal et Marc Le Pape, 1990.
- Les commerces à Vervins par Bernard Vasseur, 1996.
- Vervins-Mémoire par Bernard Vasseur, 1997.
- La paix de Vervins : 1598 par Claudine Vidal et Frédérique Pilleboue, 1998.

## Présidents
- Christian Vanneau (depuis 2020)
- Alain Brunet (2019 - 2020)
- Odile Valliet (2016 - 2019)
- Alain Brunet (1982 - 2016)
- Henriette Noailles-Duflot (1947 - 1982)
- Pierre Noailles (1937 - 1943)
- Dr Henri ou Jacques (?) Penant (1902 - 1908)
- Eugène Mennesson (1890 - 1902)
- Louis Édouard Piette (1872 - 1890)